# De maskerede Hævnere
De maskerede Hævnere er en amerikansk stumfilm fra 1922 af John M. Stahl.

## Medvirkende
- Milton Sills som Dr. Alan Hamilton
- Claire Windsor som Faith
- Henry B. Walthall som Henry Garnett
- Irene Rich som Maggie Thornton
- Stanley Goethals som Sonny Thornton
- William Marion som Tom Thornton
- Joseph J. Dowling som Garnett